# مرغ حق سوکوکه
مرغ حق سوکوکه (نام علمی: Otus ireneae) نام یک گونه از سرده مرغ حق است.